# Pretz-en-Argonne
Pretz-en-Argonne é uma comuna francesa na região administrativa de Grande Leste, no departamento de Meuse. Estende-se por uma área de 9,89 km². Em 2010 a comuna tinha 71 habitantes (densidade: 7,2 hab./km²).